# Eilema vetusta
Eilema vetusta là một loài bướm đêm thuộc phân họ Arctiinae, họ Erebidae.